# Premio Jan Michalski
El Premio Jan Michalski (en francés: Prix Jan Michalski ) es un premio literario suizo destinado a cualquier obra de ficción o no ficción, publicada en cualquier parte del mundo, en cualquier idioma. Está destinado a reconocer a autores de todo el mundo y el jurado es de composición multicultural y multilingüe.
El premio fue creado en octubre de 2009, por iniciativa de la Fundación Jan Michalski. El ganador del premio recibe 50.000 francos suizos. Así mismo, los autores finalistas son invitados a residir por un período de tres meses en la Maison de l'écriture .

## Ganadores
| Año  | Autor | Título                                                                        | Resultado         | Ref.          |
| ---- | --- | ----------------------------------------------------------------------------- | ----------------- | ------------- |
| 2010 | Aleksandar Hemon | The Lazarus Project                                                           | Ganador           | [ 4 ]         |
| 2010 | Yousef Al-Mohaimeed | Wolves of the Crescent Moon                                                   | Finalista         |               |
| 2010 | Tim Flannery | The Weather Makers                                                            | Finalista         |               |
| 2010 | Laurent Binet | HHhH                                                                          | Nominado          |               |
| 2010 | Péter Esterházy | Celestial Harmonies                                                           | Nominado          |               |
| 2010 | Alois Hotschnig | Im Sitzen läuft es sich besser davon                                          | Nominado          |               |
| 2010 | Victor Malakhov | Ouïazvimost' lioubvi                                                          | Nominado          |               |
| 2010 | Frédéric Martinez | Claude Monet, une vie au fil de l'eau                                         | Nominado          |               |
| 2010 | Klaus Merz | Der Argentinier                                                               | Nominado          |               |
| 2010 | Pavel Sanaev | Pokhoronite menia za plintousom                                               | Nominado          |               |
| 2011 | György Dragomán | The White King                                                                | Ganador           | [ 5 ]         |
| 2011 | Miguel Syjuco | Ilustrado                                                                     | Finalista         |               |
| 2011 | Sjón | The Blue Fox                                                                  | Finalista         |               |
| 2011 | Liu Xiaobo | No Enemies, No Hatred: Selected Essays and Poems                              | Nominado          |               |
| 2011 | Peter Fröberg Idling | Pol Pot's Smile                                                               | Nominado          |               |
| 2011 | Mark Kharitonov | The Solitude Project                                                          | Nominado          |               |
| 2011 | György Dragomán | Godot's Shadow                                                                | Nominado          |               |
| 2012 | Julia Lovell | The Opium War: Drugs, Dreams and the Making of China                          | Ganador           | [ 6 ]         |
| 2012 | Martin Pollack | Kaiser von Amerika: Die grosse Flucht aus Galizien                            | Finalista         |               |
| 2012 | Timothy Snyder | Bloodlands: Europe Between Hitler and Stalin                                  | Finalista         |               |
| 2012 | Philippe Cassard | Franz Schubert                                                                | Nominado          |               |
| 2012 | Patrick Deville | Kampuchéa                                                                     | Nominado          |               |
| 2012 | Mark Gevisser | Thabo Mbeki: The Dream Deferred                                               | Nominado          |               |
| 2012 | Donald Ray Pollock | The Devil All The Time                                                        | Nominado          |               |
| 2012 | Maria Rybakova | Poignard perçant pour un coeur tendre                                         | Nominado          |               |
| 2012 | Bruno Smolarz | Hokusaï aux doigts d'encre                                                    | Nominado          |               |
| 2013 | Mahmoud Dowlatabadi | The Colonel                                                                   | Ganador           | [ 7 ] [ 8 ]   |
| 2013 | Serge Gruzinski | L'aigle et le Dragon                                                          | Finalista         | [ 9 ]         |
| 2013 | Steve Sem-Sandberg | The Emperor of Lies                                                           | Finalista         | [ 9 ]         |
| 2013 | Robert Macfarlane | The Old Ways: A Journey on Foot                                               | Finalista         | [ 9 ]         |
| 2013 | Uday Prakash | The Walls of Delhi                                                            | Finalista         | [ 9 ]         |
| 2013 | Janusz Głowacki | Good night, Dzerzi!                                                           | Nominado          |               |
| 2013 | Chan Koonchung | The Fat Years                                                                 | Nominado          |               |
| 2013 | Charu Nivedita | Zero Degree                                                                   | Nominado          |               |
| 2013 | Tiphaine Samoyault | Bête de cirque                                                                | Nominado          |               |
| 2013 | Enrique Vila-Matas | Chet Baker piensa en su arte                                                  | Nominado          |               |
| 2013 | Chris Ware | Building Stories                                                              | Nominado          |               |
| 2014 | Serhiy Zhadan | Voroshylovhrad                                                                | Ganador           | [ 10 ] [ 11 ] |
| 2014 | Mark Gevisser | Dispatcher: Lost and Found in Johannesburg                                    | Finalista         |               |
| 2014 | Marci Shore | The Taste of Ashes: The Afterlife of Totalitarianism in Eastern Europe        | Finalista         |               |
| 2014 | Rana Mitter | China's War with Japan: The Struggle for Survival                             | Nominado          |               |
| 2014 | Jaume Cabré | Confiteor                                                                     | Nominado          |               |
| 2014 | Raymond Bock | Atavismes                                                                     | Nominado          |               |
| 2014 | Camille de Toledo | Oublier, trahir puis disparaître                                              | Nominado          |               |
| 2014 | Paul Harding | Enon                                                                          | Nominado          |               |
| 2014 | Fanny Howe | Second Childhood                                                              | Nominado          |               |
| 2014 | Wojciech Nowicki | Salki                                                                         | Nominado          |               |
| 2014 | Dragan Velikić | Bonavia                                                                       | Nominado          |               |
| 2014 | Najem Wali | Engel des Südens                                                              | Nominado          |               |
| 2015 | Mark Thompson | Birth Certificate: The Story of Danilo Kiš                                    | Ganador           | [ 12 ]        |
| 2015 | Navid Kermani | Between Quran and Kafka: West-Eastern Inquiries                               | Finalista         |               |
| 2015 | Najem Wali | Bagdad Marlboro: Ein Roman für Bradley Manning                                | Finalista         |               |
| 2015 | Jean-Noël Orengo | La Fleur du Capital                                                           | Segunda selección |               |
| 2015 | Ari Shavit | My Promised Land: The Triumph and Tragedy of Israel                           | Segunda selección |               |
| 2016 | Georgi Gospodinov | Physics of Sorrow                                                             | Ganador           | [ 13 ] [ 14 ] |
| 2016 | Dzevad Karahasan | The Solace of the Night Sky                                                   | Finalista         |               |
| 2016 | Aatish Taseer | The Way Things Were                                                           | Finalista         |               |
| 2016 | Julian Barnes | Levels of Life                                                                | Segunda selección |               |
| 2016 | Navid Kermani | Ungläubiges Staunen. Über das Christentum                                     | Segunda selección |               |
| 2017 | Thierry Wolton | Une histoire mondiale du communisme                                           | Ganador           | [ 15 ]        |
| 2017 | Lawrence Liang et al. | Invisible Libraries                                                           | Finalista         |               |
| 2017 | Liao Yiwu | Die Wiedergeburt der Ameisen                                                  | Finalista         |               |
| 2017 | Paul Kalanithi | When Breath Becomes Air                                                       | Segunda selección |               |
| 2017 | Wioletta Greg | Swallowing Mercury                                                            | Segunda selección |               |
| 2018 | Olga Tokarczuk | The Books of Jacob                                                            | Ganador           | [ 16 ]        |
| 2018 | Yuval Noah Harari | Homo Deus: A Brief History of Tomorrow                                        | Finalista         |               |
| 2018 | Jean Rolin | Le traquet kurde                                                              | Finalista         |               |
| 2018 | Norman Ohler | Blitzed: Drugs in the Third Reich                                             | Segunda selección |               |
| 2018 | Patrick McGuinness | Other People's Countries: A Journey into Memory                               | Segunda selección |               |
| 2019 | Zeruya Shalev | Pain                                                                          | Ganador           | [ 17 ]        |
| 2019 | Francesca Melandri | Sangue Giusto                                                                 | Finalista         |               |
| 2019 | Patrik Ouředník | La fin du monde n'aurait pas eu lieu                                          | Finalista         |               |
| 2019 | Antonio Iturbe | The Librarian of Auschwitz                                                    | Segunda selección |               |
| 2019 | Morgan Sportès | Le ciel ne parle pas                                                          | Segunda selección |               |
| 2019 | Long Litt Woon | The Way Through The Woods: Of Mushrooms and Mourning                          | Segunda selección |               |
| 2020 | Mia Couto with David Brookshaw (trans.)                                                                                           | Sands of the Emperor                                                          | Ganador           | [ 18 ] [ 19 ] |
| 2020 | Fran Ross | Oreo                                                                          | Finalista         |               |
| 2020 | Philippe Sands | East West Street                                                              | Finalista         |               |
| 2020 | Erik Orsenna | Briser en nous la mer gelée                                                   | Segunda selección |               |
| 2020 | Bernard Quiriny | Vies conjugales                                                               | Segunda selección |               |
| 2021 | Memorial International (Alena Kozlova, Nikolai Mikhailov, Irina Ostrovskaya, and Irina Scherbakova) with Georgia Thomson (trans.) | OST: Letters, Memoirs and Stories from Ostarbeiter in Nazi Germany            | Ganador           | [ 20 ]        |
| 2021 | Frank Huyler | White Hot Light: Twenty-five Years in Emergency Medicine                      | Finalista         |               |
| 2021 | Eduardo Halfon with Lisa Dillman and Daniel Hahn (trans.)                                                                         | Mourning                                                                      | Finalista         |               |
| 2021 | Sophy Roberts | The Lost Pianos of Siberia                                                    | Segunda selección |               |
| 2021 | Sergei Lebedev with Antonina W. Bouis (trans.)                                                                                    | Untraceable                                                                   | Segunda selección |               |
| 2022 | Taina Tervonen | Les fossoyeuses                                                               | Ganador           | [ 21 ]        |
| 2022 | Eliane Brum with Diane Grosklaus Whitty (trans.)                                                                                  | The Collector of Leftover Souls: Dispatches from Brazil                       | Finalista         |               |
| 2022 | Untold Narratives | My Pen is the Wing of a Bird: New Fiction by Afghan Women                     | Finalista         |               |
| 2022 | Perrine Lamy-Quique | Dans leur nuit                                                                | Segunda selección |               |
| 2022 | Laurent Binet | Civilizations                                                                 | Segunda selección |               |
| 2023 | Karina Sainz Borgo | El Tercer País                                                                | Ganador           | [ 22 ]        |
| 2023 | Suzanne Simard | Finding the Mother Tree: Uncovering the Wisdom and Intelligence of the Forest | Finalista         |               |
| 2023 | Hamid Ismaïlov with Donald Rayfield (trans.)                                                                                      | Manaschi                                                                      | Finalista         |               |
| 2023 | Emanuele Trevi | Due vite                                                                      | Segunda selección |               |
| 2023 | Stefan Hertmans with David McKay (trans.)                                                                                         | The Ascent                                                                    | Segunda selección |               |